# Station Jungfraujoch
Station Jungfraujoch is een ondergronds spoorwegstation in de Zwitserse gemeente Fieschertal op 3.454 m.ü.M. hoogte aan de zuidflank vlak onder de kam van de Jungfraujoch. Het station is het eindstation van de Jungfraubahn en het hoogst gelegen spoorwegstation van Europa. In 2013 was het het op vijf na hoogste treinstation ter wereld. Het station en de aangrenzende infrastructuur is eveneens dicht bij de toppen van de Eiger, Jungfrau en Mönch gelegen. Vanuit het station gaat er een lift naar het Sphinxobservatorium.
Het station werd geopend op 1 augustus 1912 als eindpunt van een bouwperiode van de Jungfraubahn die zestien jaar duurde. De stationsinfrastructuur werd in 1991 met onder meer een nieuwe inkomhal verbeterd.